# العلاقات الآيسلندية الإيرانية
العلاقات الآيسلندية الإيرانية هي العلاقات الثنائية التي تجمع بين آيسلندا وإيران.

## مقارنة بين البلدين
هذه مقارنة عامة ومرجعية للدولتين:
| وجه المقارنة                                              | آيسلندا          | إيران                    |
| --------------------------------------------------------- | ---------------- | ------------------------ |
| المساحة (كم2)                                             | 103.00 ألف       | 1.65 مليون               |
| عدد السكان (نسمة)                                         | 317.35 ألف       | 79.97 مليون              |
| الكثافة السكانية (ن./كم²)                                 | 3.08             | 48.47                    |
| العاصمة                                                   | ريكيافيك         | طهران                    |
| اللغة الرسمية                                             | اللغة الآيسلندية | لغة فارسية               |
| العملة                                                    | كرونة آيسلندية   | ريال إيراني              |
| الناتج المحلي الإجمالي (بليون دولار)                      | 23.91 مليار      | 439.51 مليار             |
| الناتج المحلي الإجمالي (تعادل القوة الشرائية) بليون دولار | 15.79 مليار      | 1.36 تريليون             |
| الناتج المحلي الإجمالي الاسمي للفرد دولار أمريكي          | 50.17 ألف        |                          |
| الناتج المحلي الإجمالي للفرد دولار أمريكي                 | 46.55 ألف        |                          |
| مؤشر التنمية البشرية                                      | 0.899            | 0.766                    |
| رمز المكالمات الدولي                                      | +354             | +98                      |
| رمز الإنترنت                                              | .is              | .ir،                     |
| المنطقة الزمنية                                           | 00، أوروبا/لندن ‏ | ت ع م+03:30، توقيت إيران |

## منظمات دولية مشتركة
يشترك البلدان في عضوية مجموعة من المنظمات الدولية، منها:
| علم المنظمة | اسم المنظمة                        | تاريخ انضمام آيسلندا | تاريخ انضمام إيران |
| ----------- | ---------------------------------- | -------------------- | ------------------ |
|             | مؤسسة التنمية الدولية              | 19 مايو 1961         | 10 أكتوبر 1960     |
|             | يونسكو                             | 8 يونيو 1964         | 6 سبتمبر 1948      |
|             | وكالة ضمان الاستثمار متعدد الأطراف | 25 سبتمبر 1998       | 15 ديسمبر 2003     |
|             | الأمم المتحدة                      | 19 نوفمبر 1946       | 24 أكتوبر 1945     |
|             | الفريق المعني برصد الأرض           | ?                    | ?                  |
|             | الاتحاد البريدي العالمي            | ?                    | ?                  |
|             | البنك الدولي للإنشاء والتعمير      | 27 ديسمبر 1945       | 29 ديسمبر 1945     |
|             | المنظمة الهيدروغرافية الدولية      | ?                    | ?                  |
|             | منظمة حظر الأسلحة الكيميائية       | ?                    | ?                  |
|             | مؤسسة التمويل الدولية              | 20 يوليو 1956        | 28 ديسمبر 1956     |
|             | منظمة الشرطة الجنائية الدولية      | ?                    | ?                  |

## وصلات خارجية
- موقع وزارة الخارجية الآيسلندية
- موقع وزارة الخارجية الإيرانية